# Espacio de Arte Contemporáneo de Castellón
El Espacio de Arte Contemporáneo de Castellón (oficialmente en valenciano: Espai d’Art Contemporani de Castelló), también conocido por sus siglas EACC, es un centro cultural de difusión del arte contemporáneo situado en Castellón dependiente del Instituto Valenciano de Cultura.

## Historia
El Espacio de Arte Contemporáneo de Castelló fue fundado en 1997 a iniciativa de la extinta sociedad pública Castellón Cultural, creada por la Generalidad Valenciana. El centro inició su actividad en 1999 bajo la dirección de José Miguel G. Cortés y fijó sus objetivos en el debate y la difusión de las prácticas artísticas más recientes.
El EACC ha acogido exposiciones, instalaciones y performances de artistas internacionales como Louise Bourgeois, Bruce Nauman, Dan Perjovschi o Chiharu Shiota entre otros. El arte sonoro y la música experimental han tenido un papel de especial relevancia en la programación del EACC mediante el ciclo de conciertos mensuales Espai Sonor por el que pasaron artistas como Eli Gras y Monika Grzymala. También ha dado cabida a expresiones poéticas como la performance dadaísta de Pere Sousa o el III Encuentro de performance y poesía en acción. El EACC ha expuesto obras en colaboración con otras instituciones como el Museo de Arte Contemporáneo de Castilla y León (MUSAC) y la Colección de Arte Contemporáneo de la Generalidad Valenciana.
Durante 2008 y 2009 fue sede de la Filmoteca Valenciana en Castellón, hasta que se trasladó al Paraninfo de la Universitat Jaume I.
Tras varios años con el puesto de director oficialmente vacante, en 2022, tras concurso público, Carles Àngel Suarí toma las riendas de la dirección artística del centro impulsando actividades como los encuentros de 'Co-op' alrededor de la cultura del videojuego.

## Edificio
El edificio del EACC fue diseñado por los arquitectos Julián Esteban Chapapría, Joaquín Lara y Fátima de Ramón. Además del espacio expositivo, el edificio de dispone de sala de proyecciones, una sala destinada al archivo de la documentación, otra sala para la realización de talleres abiertos al público y un espacio para la programación de conciertos. También dispone de biblioteca y cafetería. La cafetería, llamada Espaibar, fue decorada por el artista Daniel Buren utilizando material cerámico y azulejo.
En 2005 el edificio se recubre con la intervención Prótesis institucional, obra del arquitecto Santiago Cirugeda. Esta intervención añade dos salas exteriores de aproximadamente 50 m2 cada una y recubre buena parte del edificio con casetones de plástico negro que habitualmente se utilizan como módulos de hormigonado dotando al edificio de una fuerte personalidad. La intervención, que inicialmente estaba previsto que durase dos años, fue retirada definitivamente en 2016.